# Pterostichus auriga
Pterostichus auriga är en skalbaggsart som beskrevs av Ball. Pterostichus auriga ingår i släktet Pterostichus och familjen jordlöpare. Inga underarter finns listade i Catalogue of Life.